# Allogamus uncatus
Allogamus uncatus là một loài Trichoptera trong họ Limnephilidae. Chúng phân bố ở miền Cổ bắc.